# Quenoche
Quenoche ist eine Gemeinde im französischen Département Haute-Saône in der Region Bourgogne-Franche-Comté.

## Geographie
Quenoche liegt auf einer Höhe von 277 m über dem Meeresspiegel, sechs Kilometer nordnordöstlich von Rioz und etwa 17 Kilometer südlich der Stadt Vesoul (Luftlinie). Das ehemalige Straßenzeilendorf erstreckt sich im Süden des Departements, in einem Talbecken der oberen Quenoche, zwischen den Anhöhen der Grands Bois im Süden und des Bois Lajus im Norden.
Die Fläche des 9,71 km² großen Gemeindegebiets umfasst einen Abschnitt der gewellten Landschaft zwischen den Flusstälern von Ognon im Süden und Saône im Nordwesten. Der Hauptteil des Gebietes wird vom Talbecken von Quenoche eingenommen, das durchschnittlich auf 280 m liegt. Es weist eine Breite von ungefähr einem Kilometer und eine Länge von drei Kilometer auf und wird durch den Bach Quenoche nach Osten zum Ognon entwässert. Die Alluvialböden im Talbecken werden landwirtschaftlich genutzt. Eine Geländestufe von 80 bis 100 m leitet nach Süden zu den Waldhöhen der Grands Bois über (bis 361 m). Die Hänge werden durch verschiedene Erosionstälchen untergliedert. Nach Norden erstreckt sich das Gemeindeareal auf die Höhen von Le Chatey und Bois Lajus. In Letzterem wird mit 380 m die höchste Erhebung von Quenoche erreicht. Die Höhen um Quenoche bestehen in geologischer Hinsicht aus einer Wechsellagerung von kalkigen und sandig-mergeligen Schichten aus der oberen Jurazeit.
Nachbargemeinden von Quenoche sind Pennesières und Authoison im Norden, Ruhans im Osten, Rioz und La Malachère im Süden sowie Hyet im Westen.

## Geschichte
Verschiedene Funde weisen darauf hin, dass das Gemeindegebiet von Quenoche bereits in der gallorömischen Zeit begangen und vermutlich auch besiedelt war. Erstmals urkundlich erwähnt wird Quenoche im 12. Jahrhundert unter dem Namen Conoschia, der keltischen Ursprungs ist. Im Mittelalter gehörte das Dorf zur Freigrafschaft Burgund und darin zum Gebiet des Bailliage d’Amont. Die lokale Herrschaft über das Dorf hatte die Baronie Fondremand inne. Zusammen mit der Franche-Comté gelangte Quenoche mit dem Frieden von Nimwegen 1678 definitiv an Frankreich. Heute ist Quenoche Mitglied des 33 Ortschaften umfassenden Gemeindeverbandes Communauté de communes du Pays Riolais.

## Sehenswürdigkeiten
Die einschiffige Kirche Saint-Pierre wurde 1775 neu erbaut und besitzt eine reiche Ausstattung mit Mobiliar aus dem 17. und 18. Jahrhundert. 
Ebenfalls aus dem 18. Jahrhundert stammt das ehemalige Pfarrhaus. 
Das Lavoir an der Quenoche, einst Waschhaus und Viehtränke, wurde 1837 errichtet.

## Bevölkerung
| Jahr                       | 1962 | 1968 | 1975 | 1982 | 1990 | 1999 |
| Einwohner                  | 125  | 114  | 123  | 116  | 125  | 116  |
| Quellen: Cassini und INSEE |      |      |      |      |      |      |

Mit 241 Einwohnern (1. Januar 2022) gehört La Malachère zu den kleinen Gemeinden des Département Haute-Saône. Während des gesamten 20. Jahrhunderts bewegte sich die Einwohnerzahl stets im Bereich zwischen 105 und 145 Personen.

## Wirtschaft und Infrastruktur
Quenoche war bis weit ins 20. Jahrhundert hinein ein vorwiegend durch die Landwirtschaft (Ackerbau, Obstbau und Viehzucht) und die Forstwirtschaft geprägtes Dorf. Heute gibt es einige Betriebe des lokalen Kleingewerbes. In den letzten Jahrzehnten hat sich das Dorf zu einer Wohngemeinde gewandelt. Viele Erwerbstätige sind deshalb Wegpendler, die in den größeren Ortschaften der Umgebung ihrer Arbeit nachgehen.
Die Ortschaft ist verkehrstechnisch gut erschlossen. Sie liegt an der Hauptstraße N57, die von Besançon nach Vesoul führt. Eine weitere Straßenverbindung besteht mit Loulans-Verchamp.